# Калль, Тоомас
То́омас Ка́лль (эст. Toomas Kall; также известен под псевдонимом У́ку-Ра́льф То́би (эст. Uku-Ralf Tobi); род. 16 октября 1947, Таллин, Эстонская ССР, СССР) — советский и эстонский драматург, юморист, карикатурист и переводчик.

## Биография
Родился 16 октября 1947 года в Таллине.
В 1966—1969 годах обучался в Тартуском государственном университете на историко-филологическом факультете и в 1970—1972 годах там же изучал эстонскую филологию.
С 1970 года является автором юморесок и пародий. В 1977 выпустил свой первый сборник карикатур «Siin triumfikaare all» («Здесь, под триумфальной аркой»). Некоторые его пародии и короткие рассказы собраны в сборнике 1999 года «Eliase lohe» («Дракон Элиаса. Избранные тексты последних и предпоследних лет»). 
Был сценаристом художественных фильмов, мультфильмов и кукольного телешоу для взрослых «Pehmed ja karvasid» («Мягкие и пушистые») . Составил карикатурный альбом «Kuueteistkümnemäng» («Игра шестнадцати») и сборник «Pärnograafia: Priit Pärna joonistusi 1964–2006» («Пярнография: рисунки Прийта Пярна 1964–2006»). Является автором литературной и театральной критики.
Помимо писательской деятельности занимался переводом произведений на эстонский язык. Перевёл произведения Николая Гоголя «Вий», «Вечера на хуторе близ Диканьки» и «Ревизор», произведения Александра Гениса «Довлатов и окрестности», «Уроки чтения: Камасутра книжника» и произведения других писателей.
В 1971—1978 годах работал редактором еженедельной газеты «Sirp ja Vasar», в 1980—1987 годах — заведующим литературным отделом театра «Vanalinnastuudio». В 1988 году был ответственным секретарём сатирического журнала «Pikker», с 1989 года там же заместителем главного редактора. В 1990—1994 годах — главный редактор газеты «Sirp».
Является обладателем наград на выставках карикатур и различных премий. В 2006 году был награждён орденом Государственного герба IV класса.

## Фильмография

### Сценарист
- 1973 — Цветные карандаши / Värvipliiatsid
- 1980 — Зов Ники / Nike kutse
- 1983 — Узел / Sõlm
- 1986 — Весенняя муха / Kevadine kärbes
- 1987 — Сладкая планета / Magus planeet
- 1988 — Дом культуры / Kultuurimaja
- 1991 — Отъезд / Ärasõit
- 1991 — Улица мира / Rahu tänav
- 1995 — М-клуб / M Klubi
- 1997 — Все мои Ленины / Minu Leninid
- 2001 — Мягкие и пушистые / Pehmed ja karvsid
- 2002 — Выбор Эстонии 2001 / Eesti valik 2001
- 2005 — Пярнография / Mees animatsoonist

### Редактор
- 1990 — Муфта, Полботинка и Моховая Борода / Naksitrallid

### Художник-постановщик
- 1983 — Узел / Sõlm[3]

## Награды и премии
- 1977 — 2-я премия на Международной выставке карикатуры в Скопье
- 1978 — 2-я премия на Международной выставке карикатуры в Скопье
- 1981 — Гран-при на Всесоюзной выставке карикатуры в Ленинграде
- 1985 — Ежегодная литературная премия Юхана Смуула за комедийный рассказ «Обеденный перерыв»
- 1996 — Премия юмора Оскара Лутса
- 1996 — Премия «Большая колесница» за сериал «М-клуб»
- 1997 — Ежегодная премия целевого фонда аудиовизуального искусства фонда «Капитал культуры Эстонии» за художественный фильм «Все мои Ленины»
- 1998 — Премия «Наш юмор»
- 2005 — Ежегодная премия Фонда культуры Эстонии за фильм «Пярнография»
- 2006 — Орден Государственного герба 4-го класса[4][1]